# Jean-Philippe Belloc
Jean-Philippe Belloc (ur. 24 kwietnia 1970 w Montauban) – francuski kierowca wyścigowy.

## Kariera
Belloc rozpoczął karierę w wyścigach samochodowych w 1991 roku od startów we Francuskiej Formule Renault, gdzie dwukrotnie stawał na podium, a raz na jego najwyższym stopniu. Z dorobkiem 33,5 punktu uplasował się na siódmej pozycji w klasyfikacji generalnej. Rok później w tej samej serii był już mistrzem. W późniejszych latach pojawiał się także w stawce Francuskiej Formuły 3, Formuły 3000, 24-godzinnego wyścigu Le Mans, CART PPG/Firestone Indy Lights Championship, Francuskiego Pucharu Porsche Carrera, American Le Mans Series, FIA GT Championship, Sports Racing World Cup, French GT Championship, FIA Sportscar Championship, Le Mans Endurance Series, Le Mans Series, Formuły Le Mans, International GT Open, FIA GT2 European Cup, Intercontinental Le Mans Cup, FIA World Endurance Championship, V de V Endurance GT Tourisme, V de V Michelin Endurance Serie oraz Blancpain Endurance Series.
W Formule 3000 Francuz startował w latach 1995–1997. Jedynie w pierwszym sezonie startów, startując z francuską ekipą Apomatox, zdobywał punkty. Z dorobkiem sześciu punktów uplasował się na dziewiątej pozycji w klasyfikacji końcowej kierowców.